# 학습 영역
학습 영역은 인간의 학습이 이루어지는 영역을 말하며, 이는 곧 인간의 능력을 구성하는 요소라고도 볼 수 있다. 1956년에 블룸을 기점으로 학습영역의 분류 작업이 체계적으로 이루어지기 시작했으며, 이후 로버트 가네가 분류한 다섯 영역이 오늘날까지도 타당한 것으로 받아들여지고 있다.

## 로버트 가네
로버트 가네는 학습영역을 지적기능, 인지전략, 언어정보, 태도, 운동기능의 5가지로 분류하였다.

### 언어 정보
언어 정보는 뭔가를 진술할 수 있는 지식으로서 선언적 지식(Declarative knowledge)이다. 학습자는 형식적인 수업으로부터 많은 정보를 학습하지만 비형식적인 형태로 학습하는 언어정보도 상당하다. 단순 명제 혹은 단순 사실을 열거하는 것에서부터 의미 있게 조직된 명제 집합체의 구성 요소를 나열하는 것까지 회상하면 즉시 답을 할 수 있어야 하는 것이다. 언어 정보 목표는 학습자들이 축어적으로 표현하기, 바꿔 말하기, 요약하기, 나열하기 등을 포함한다.
언어 정보는 다음과 같은 세 가지 이유에서 중요하다고 할 수 있다. 첫째, 사람들은 성인이라면 누구나 알 것이라고 기대되는 상식, 즉 요일, 달, 도시나 국가의 명칭과 위치와 같은 특정한 사실을 알고 있어야 한다. 둘째, 언어 정보는 보조물 또는 부수물로서 기능을 한다. 예를 들어, 경제 원리에 관한 학습은 학습자가 생산, 시장, 금융 등에 대하여 포괄적으로 조직된 정보의 토대를 이용할 것을 요구한다. 셋째, 정보는 그 분야의 전문가가 알아야 하는 전문화된 지식으로서도 중요하다. 유능한 화학자는 특정한 규칙의 사용법은 물론 화학과 관련된 많은 언어 정보를 소유하고 있다.

### 지적 기능
지적 기능이란 방법적 지식 또는 절차적 지식으로 여러 가지 기호나 상징을 사용하여 환경과 상호 작용할 수 있는 능력이다. 특히 아동들은 말을 통하여 환경을 상징적으로 다룬다. 예를 들어, “문 열어주세요”라고 말함으로써 문을 열라고 부모에게 요청하거나 또는 부모의 요청에 반응한다. 학년이 올라가면서 구분하기, 결합하기, 표 만들기, 분석, 계량화 등의 여러 더욱 복잡한 상징을 사용하게 된다. 결론적으로, 지적 기능을 습득한 학습자는 이전에 접하지 못했던 예시에 규칙을 적용할 수 있어야 한다. 이런 종류의 학습된 능력을 지적 기능이라고 하며 방법적 지식(knowing how), 절차적 지식(Procedural Knowledge)이라고도 한다.
지적기능을 습득한 학습자는 ml를 l단위로 바꾸기, 사각형에서 대각선을 파악하기, 이차 함수 그래프 그리기 등을 할 수 있다.

### 지적 기능의 선수학습 요소
지적 기능의 형태는 매우 다양하다. 어떤 기능은 이전에 학습한 더 간단한 기능의 학습과 밀접한 관련이 있기 때문에, 그리고 지적 기능의 각 유형에 대한 학습 조건간에는 분명한 차이가 존재하기 때문에 지적 기능은 여러 가지 형태로 구별되어야 한다.

| 고차적 규칙은 필수요소로서 규칙을 필요로 한다. ↓ 규칙은 필수 요소로서 개념을 필요로 한다. ↓ 개념은 필수 요소로서 변별을 필요로 한다 ↓ 변별은 필수 요소로서 연합과 연쇄를 필요로 한다. ↓ 학습의 기본 형태 : 연합과 연쇄 |

### 인지 전략
인지 전략은 특수하고 매우 중요한 기술이다. 이것은 학습자가 주의 집중, 학습, 기억, 사고 등 자신의 내적 과정을 조정하는 기능을 뜻한다. 로스코프는 인지 전략을 ‘mathemagenic behavior’로, 스키너는 ‘self-management behavior’ 로 불렀다. 이러한 인지 전략은 개인이 학습하고 사고함에 따라 오랜 시간 동안 발달된다. 또한 언어나 숫자와 같이 특정한 분야와 관련이 있다기보다는 오히려 내용 독립적이기 때문에 일반적으로 어떤 종류의 내용에도 적용이 가능하다.

#### 학습 조건
학습자의 인지 전략 능력을 효과적으로 활용하기 위해서는 학습자는 선수학습을 통하여 이용이 가능한 몇 가지 지적 기능을 가지고 있어야 한다. 인지 전략 자체는 내용 독립적이라고 해도, 특정 내용과 별개로 인지 전략을 학습하거나 적용할 수는 없기 때문이다. 즉, 인지 전략에 해당하는 정신적인 조작들은 그것을 작동시킬 수 있는 어떤 대상이 있어야 작용할 수 있다. 인지 전략을 향상시켜서 학습자의 잠재력을 계발시키는 것은 교육의 장에서 해결되어야 할 과제이다.

### 태도
태도란 개인의 행동 선택에 영향을 주는 내적 상태라고 정의할 수 있다. 일반적으로 태도는 정의적 요소, 인지적 측면, 행동적 결과로 이루어져 있다고 간주된다. 또한 태도에 영향을 주는 내적 상태들은 지적, 정서적 측면을 모두 가지고 있다.
인간의 행위는 태도에 의해 영향을 받는다. 고전 음악을 감상할 것인지, 대중 음악을 감상할 것인지에서부터 어떤 대통령을 뽑을까하는 것까지 모든 것들이 태도와 관련된다. 이러한 내적 상태는 생애의 한 시기뿐 아니라 전체에 걸쳐 발달된다.

#### 태도의 학습 방식
태도는 다양한 방식으로 학습된다. 어린 시절에 무서운 경험 때문에 뱀에 대해 특정한 태도를 가지는 것처럼 태도는 단일한 사건에서 학습될 수 있다. 또한 다른 사람을 모방함으로써 태도가 형성될 수도 있다.

#### 내적 조건
태도는 행동적인 표현 수단을 필요로 한다. 즉, 학습자가 그 행동에 적합한 능력을 이용할 수 있어야 한다는 것이다. 지적 기능에 대한 태도 형성에는 과거의 경험(특히, 성공 경험)이 중요하고, 사물에 관한 태도 형성에는 정보가 필요하다. 또한 운동 기능, 예를 들어 피아노 연주와 같은 것에 대한 태도 형성에는 학습자가 그런 행동 선택을 가능하게 해주는 운동 기능을 가지고 있는지가 영향을 미칠 것이다.

#### 외적 조건
일반적인 외적 조건으로는,
1. 학습자가 일련의 행동을 추종할 때 특정한 정서적 경험이 있거나,
2. 모델의 행동에 뒤따르는 “좋고, “나쁜” 효과에 대한 관찰이 있어야 한다.

그리고 다른 학습과 마찬가지로 성취에 대한 피드백, 보상, 성취감 등은 태도 학습을 위한 중요한 조건이다.

### 운동 기능
인간의 수행에서 쉽게 구별할 수 있고 우리에게 친숙한 것이 운동 기능이다. 운동 기능의 예는 쉽게 찾을 수 있다. 어린아이는 옷 입기, 먹기, 어른은 자전거 타기, 운전하기, 축구하기 등을 배운다. 일반적으로 학습자가 일정한 동작을 단순히 수행하는 것이 아니라 이러한 동작이 유연성과 규칙성을 가지고 적시에 전체 행동을 구성하도록 조직되었을 때 운동 기능이 학습되었다고 말한다.

#### 내적 조건
운동 기능은 보통 계열성을 지닌 동작들로 구성되어 있다. 따라서 학습자는 운동 기능의 절차적 계열을 학습해야만 한다. 이는 운동기능 그 자체의 학습과 동시에 이루어진다. 운동기능의 개별 부분들은 부분 기능으로서 개별적으로 학습될 수 있다. 또한 부분 기능은 선수학습 요소일 수도 있다. 이 모든 부분들이 학습되고 난 후에 부분 기능을 결합해야 할 것이다.

#### 외적 조건
운동 기능 학습을 위한 가장 중요한 외적 조건은 연습할 시간을 제공하는 것이다. 운동 행위의 계열들을 피드백 또는 결과에 대한 지식 등이 제공되는 것과 동시에 계속적으로 반복되어야 한다. 또한 분명히 운동 기능의 점진적 향상은 지속적인 연습에 따른 근육 운동 감각 체제이다.

## 같이 보기
- 학습
- 블룸의 교육목표 분류(영어판)
- 학습의 조건

## 참고 문헌
- Robert M. Gagne, 전성연, 김수동 공역, 『교수학습이론』, 학지사, 1998.
- Gagne, Robert M; et al., Principles of instructional design, Cengage Learning, 2004.
- Patricia L. Smith, Tillman J. Ragan, Instructional Design, John Wiley & Sons Inc, 2004.